# POU4F2
POU4F2‏ (POU class 4 homeobox 2) هوَ بروتين يُشَفر بواسطة جين POU4F2 في الإنسان.